# Eiphosoma striatum
Eiphosoma striatum là một loài tò vò trong họ Ichneumonidae.